# Briljantno modra FCF
Briljantno modro FCF je organska kemična spojina, ki se uporablja kot barvilo v živilih in drugih snoveh. Znano je pod E številko E133. Je topen v vodi in raztopina ima največjo absorpcijo pri približno 628 nanometrih. Briljantno modro FCF je bil včasih prepovedan v Avstriji, Nemčiji, Belgiji, Danski, Franciji, Grčiji, Italiji, Norveški, Španiji, Švedski in Švici.